# Louis Emmanuel Jadin
Louis Emmanuel Jadin (Versailles, 21 september 1768 – Parijs, 11 april 1853) was een Frans componist, muziekpedagoog en pianist.

## Levensloop
Als zoon van de violist Jean-Baptiste Jadin uit Namen, die in de Koninklijke Kapel werkte, kreeg hij van zijn vader de eerste muziekles. In 1789 kreeg hij een baan aan het Théâtre Montansier te Versailles als clavicinist. Na de Franse Revolutie werd hij in 1792 lid van het orkest van de Garde Nationale te Parijs. In 1802 werd hij tot professor aan het Conservatoire national supérieur de musique in Parijs benoemd en in 1806 tot dirigent (kapelmeester) aan het Théâtre Molière.
Hij was een veelgevraagd en met werk overstelpte leraar, componist en musicus. Samen met zijn broer Hyacinthe heeft hij een belangrijke invloed op de ontwikkeling van de harmonieorkesten en de blaasmuziek-literatuur gehad aan het eind van de 18e eeuw.
Hij heeft een omvangrijk oeuvre achtergelaten, dat vele opera's, een aantal missen, liederen, instrumentale concerten en werken voor kamermuziek voor blazers en strijkers alsook muziek voor piano omvat.

## Composities

### Werken voor orkest
- Fantaisie concertante in g, voor harp, piano en orkest
  1. Allegro risoluto
  2. Adagio
  3. Allegro moderato
- 3 Concertos, voor piano en orkest

### Werken voor harmonieorkest en blazers
- Symphonie, voor harmonieorkest
- Overture
- Marche
- Pas de Manoeuvre
- Hymne van de bevrijde slaven
- Hymne aan Jean-Jacques Rousseau
- Nocturne Nr.2 in F-Dur, voor dwarsfluit, klarinet, hoorn en fagot
- Nocturne Nr.3 g-moll, voor dwarsfluit, klarinet, hoorn en fagot

### Missen
- Requiem voor 3 vocaal-solisten, 3 trombones en contrabas

### Muziektheater

#### Opera's
| Voltooid in | titel | aktes   | première                                                   | libretto                                                                           |
| ----------- | --- | ------- | ---------------------------------------------------------- | ---------------------------------------------------------------------------------- |
| 1788        | Guerre ouverte ou Ruse contre ruse | 3 aktes | 1788, Versailles                                           | Dumaniant, pseudoniem van: Antoine Jean Bourlin                                    |
| 1790        | Constance et Gernand | 1 akte  | 15 juli 1790, Parijs, Théâtre français comique et lyrique  | Philippe Desriaux                                                                  |
| 1790        | Joconde | 3 aktes | 14 september 1790, Parijs, Théâtre de Monsieur             | Desforges, pseudoniem van: Pierre-Jean-Baptiste Choudard, naar Jean de La Fontaine |
| 1790        | La Religieuse danoise ou La Communauté de Copenhague; (ook als Le Duce de Waldeza) | 3 aktes | 13 december 1790, Parijs, Théâtre Montansier               | Auguste-L. Bertin d'Antilly                                                        |
| 1791        | La Vengeance du bailli ou La Suite d'Annette et Lubin | 2 aktes | 30 april 1791, Parijs, Théâtre de Monsieur                 | Charles-Simon Favart en Charles-Nicolas-Joseph-Justin Favart                       |
| 1791        | L'Heureux Stratagème | 2 aktes | 13 september 1791, Parijs, Opéra Garnier                   | G. Saulnier                                                                        |
| 1792        | Amélie de Monfort | 3 aktes | 13 februari 1792, Parijs, Théâtre Feydeau                  | Cottereau, naar N. Briciare de La Dixmerie                                         |
| 1792        | Il signor di Pursognac |         | 23 april 1792, Parijs, Théâtre Feydeau                     | naar Molière                                                                       |
| 1792        | L'Avare puni | 1 akte  | 4 augustus 1792, Parijs, Théâtre Feydeau                   | Verneuil                                                                           |
| 1792-1793   | Les Talismans | 3 aktes | 12 januari 1793, Parijs, Théâtre Louvois                   | Paul-Ulric Dubuisson                                                               |
| 1793        | Le Coin de feu | 1 akte  | 10 juni 1793, Parijs, Opéra Comique                        | Edmond Guillaume François de Favières                                              |
| 1793        | Le Siège de Thionville | 2 aktes | 14 juni 1793, Parijs, Opéra Garnier                        | G. Saulnier en Dutilh                                                              |
| 1794        | Le Congrès des rois; (samen met Henri Montan Berton, Matthieu Frédéric Blasius, Luigi Cherubini, Nicolas-Marie Dalayrac, Prosper-Didier Deshayes, François Devienne, André Ernest Modeste Grétry, Rudolphe Kreutzer, Étienne Nicolas Méhul, Jean Pierre Solié en Armand-Emmanuel Trial) | 3 aktes | 26 februari 1794, Parijs, Opéra Comique                    | Desmaillot, pseudoniem van Antone-François Eve                                     |
| 1794        | Alisbelle ou Les Crimes de la féodalité | 3 aktes | 27 februari 1794, Parijs, Théâtre National                 | Desforges, pseudoniem van: Pierre-Jean-Baptiste Choudard                           |
| 1794        | L'Apothéose du jeune Barra | 1 akte  | 5 juni 1794, Parijs, Théâtre Feydeau                       | François-Pierre-Auguste Léger                                                      |
| 1794        | Agricol Viala ou Le Jeune Héros de la Durance (samen met: Henri Montan Berton | 1 akte  | 1 juli 1794, Parijs, Théâtre des Amis de la Patrie         | L. Philipon de la Madeleine                                                        |
| 1794        | L'Ecolier en vacances | 1 akte  | 13 oktober 1794, Parijs, Opéra Comique                     | Louis Benoît Picard                                                                |
| 1794-1795   | Le Cabaleur | 1 akte  | 11 januari 1795, Parijs, Opéra-Comique                     | Jean-Antoine Lebrun-Tossa                                                          |
| 1795        | Le Lendemain de noces | 1 akte  | 18 april 1795, Parijs, Théâtre Feydeau                     | François-Pierre-Auguste Léger                                                      |
| 1795        | Loizerolles ou L'Héroïsme paternel | 1 akte  | 25 december 1795, Parijs, Théâtre des Amis de la Patrie    | Ducaire                                                                            |
| 1795-1796   | Le Mariage de la veille | 1 akte  | 2 januari 1796, Parijs, Opéra Comique                      | Lœillard d'Avrigny, naar Voltaire, «La Femme qui avoit raison»                     |
| 1796        | Mélusine et Gerval (Méline et Ferval) |         | 20 februari 1796, Parijs, Théâtre Feydeau                  |                                                                                    |
| 1796        | Le Négociant de Boston | 1 akte  | 23 maart 1796, Parijs, Opéra Comique                       | Lœillard d'Avrigny en Dejaure, naar Mercier, «Le Libérateur»                       |
| 1796        | Les Deux Lettres | 1 akte  | 4 augustus 1796, Parijs, Opéra Comique                     | Etienne Joseph Bernard Delrieu                                                     |
| 1796        | Le Défi hasardeux | 2 aktes | 8 augustus 1796, Parijs, Théâtre Louvois                   | Etienne Joseph Bernard Delrieu                                                     |
| 1797        | Les Bons Voisins | 1 akte  | 1 november 1797, Parijs, Théâtre Feydeau                   | Barthélemi Ambroise Planterre                                                      |
| 1797-1798   | Candos ou Les Sauvages du Canada | 3 aktes | 2 januari 1798, Parijs, Théâtre Feydeau                    | Etienne Joseph Bernard Delrieu                                                     |
| 1798        | La Paix ou Le Triomphe de l'humanité |         | 14 december 1798, Parijs, Théâtre de Nancy                 |                                                                                    |
| 1803        | Mahomet II | 3 aktes | 9 augustus 1803, Parijs, Opéra Garnier                     | G. Saulnier                                                                        |
| 1803-1804   | Jean Bart et Patoulet | 1 akte  | 21 januari 1804, Parijs, Opéra Comique                     | François-Pierre-Auguste Léger                                                      |
| 1804        | Mon cousin de Paris | 1 akte  | 23 juni 1804, Parijs, Théâtre Molière                      | François-Pierre-Auguste Léger                                                      |
| 1804        | La Grand-mère | 2 aktes | 17 oktober 1804, Parijs, Théâtre Molière                   | Etienne-Guillaume-François de Favières                                             |
| 1805        | Les Trois Prétendus | 1 akte  | 29 april 1805, Parijs, Théâtre Montansier                  | T. Pein                                                                            |
| 1805        | Le Grand-père ou Les Deux Ages | 1 akte  | 14 oktober 1805, Parijs, Opéra Comique                     | Etienne-Guillaume-François de Favières                                             |
| 1805        | Charles Coypel ou La Vengeance d'un peintre | 1 akte  | 26 oktober 1805, Parijs, Théâtre Montansier                | François-Pierre-Auguste Léger                                                      |
| 1806        | Les Deux Aveugles de Tolède | 1 akte  | 30 mei 1806, Parijs, Opéra Comique                         |                                                                                    |
| 1807        | Les Arts et l'amitié |         | 9 juni 1807, Parijs, Opéra-Comique                         | A. de Bouchard                                                                     |
| 1810        | La Partie de campagne | 1 akte  | 29 juni 1810, Parijs, Opéra Comique                        | Jean Henri Ferdinand Lamartelière                                                  |
| 1812        | L'Auteur malgré lui ou La Pièce tombée | 1 akte  | 16 mei 1812, Parijs, Opéra Comique                         | David Claparède, naar Jean-François Marmontel, «Le Connoisseur»                    |
| 1816        | L'Inconnu ou Le Coup d'épée viager | 3 aktes | 30 maart 1816, Parijs, Opéra Comique                       | Jean Baptiste Charles Vial en Etienne-Guillaume-François de Favières               |
| 1816-1817   | La Gueule du lion ou La Mère esclave | 3 aktes | december 1816 of januari 1817, Parijs, Théâtre de la Gaîté | Cuvelier en Léopold                                                                |
| 1822        | Fanfan et Colas ou Les Frères de lait | 1 akte  | 29 oktober 1822, Parijs, Opéra Comique                     | Adolphe Jadin, naar Beaunoir, pseudoniem van: Alexandre Louis Bertrand Robineau    |
|             | Jean et Geneviève |         | niet uitgevoerd                                            |                                                                                    |

### Kamermuziek
- Sonate en ré majeur pour clavecin avec flûte obligée
- Sonate en ré majeur opus X nº 1 pour clavecin ou piano-forte et flûte
- Sonate en mi mineur opus X nº 2 pour clavecin ou piano-forte et flûte
- Sonate en sol majeur opus X nº 3 pour clavecin ou piano-forte, flûte et basse
- Sonate en sol majeur opus XIII nº 1 pour piano-forte, flûte et basse
- Sonate en sol majeur pour clavecin ou piano-forte avec accompagnement de flûte
- Trois sonates à quatre mains pour le clavecin ou forte-piano opus 2
- Quatre airs pour harpe et cor
- Duo voor harp en piano
- 3 Fantasieën voor piano en hoorn

### Werken voor piano
- 6e. Mélange d'Airs ou Pot Pourri, voor piano